# 源茂里近代建築

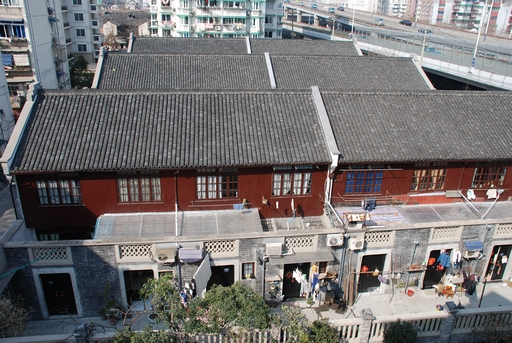

源茂里近代建築是位於中國浙江省杭州市上城區扇子巷的近代建築群。源茂裡近代建築興建於1930年代，得名於開發者沈源茂，包括三幢並聯式石庫門。